# Georg Burkhardt (Mediziner)
Georg Burkhardt (* 1876; † 5. März 1959) war ein deutscher Mediziner.

## Leben
Georg Burkhardt studierte Medizin, promovierte zum Dr. med. und Dr. phil. und wirkte in der Zeit von 1911 bis 1918 als Arzt in Freiburg im Breisgau und danach von 1918 bis 1944 in der Schweiz als ärztlicher und wirtschaftlicher Leiter des Deutschen Krieger-Kurhauses in Davos Dorf.
Georg Burkhardt erhielt 1943 die Goethe-Medaille für Kunst und Wissenschaft und wurde 1956 mit dem Bundesverdienstkreuz I. Klasse ausgezeichnet.

## Schriften
- Das Deutsche Kriegerkurhaus Davos-Dorf. Gemeinnützige Heilstätte für alle Formen der Tuberkulose. In: Deutsche Medizinische Wochenschrift, 62, 23, 1936, S. 942–943 (Digitalisat S. 942)